# Corrupção na Somália
A corrupção na Somália refere-se aos supostos níveis de corrupção nos setores público e privado do país, de acordo com métricas oficiais, medidas anticorrupção voltadas para combater esses problemas, bem como disposições políticas e mudanças estruturais no governo que afetam a transparência. Devido à alegada falta de prestação de contas no recebimento e uso de fundos públicos pelo Governo Federal Transitório, foi criada em 2011 uma Comissão Federal Anticorrupção com o objetivo de prevenir e eliminar a corrupção.
No Índice de Percepção da Corrupção de 2024 da Transparência Internacional, a Somália obteve uma pontuação de 9 em uma escala de 0 ("altamente corrupto") a 100 ("muito íntegro"). Na classificação por pontuação, a Somália ficou na 179.ª posição entre os 180 países avaliados, sendo que o país classificado em primeiro lugar é percebido como tendo o setor público mais honesto.
Para efeito de comparação regional, a pontuação média entre os países da África Subsaariana  foi 33. A melhor pontuação na África Subsaariana foi 72 e a pior foi 8.
No panorama global, a melhor pontuação foi 90 (1.º lugar), a média foi 43, e a pior foi 8 (180.º lugar).
Em 2012, representantes somalis e parceiros internacionais concordaram em estabelecer um conselho conjunto de gestão financeira para assegurar a administração transparente dos fundos governamentais e de doadores. O setor público foi posteriormente reformado por completo em meados de 2012, após o fim do período de transição e o estabelecimento do Governo Federal da Somália.
Em 2013, o governo federal somali anunciou a adoção de uma nova Política de Gestão das Finanças Públicas (PFMP, na sigla em inglês), com o objetivo de tornar mais transparente, precisa e oportuna a administração financeira do setor público, além de fortalecer a capacidade de prestação de serviços do setor financeiro do governo.
Um comitê parlamentar de finanças também foi criado em 2014, responsável por supervisionar todas as transações de saque no Banco Central.
Além disso, foi aprovada uma Lei de Aquisições Públicas, Concessões e Alienações de Bens, e o Escritório do Auditor-Geral (OAG) foi instituído para auditar todas as instituições governamentais. O governo também passou a utilizar um sistema gratuito de recuperação de ativos com apoio do UNODC e do Banco Mundial, e lançou paralelamente uma Campanha de Conscientização Pública contra a Corrupção.

## Governo de coalizão

### Visão geral
A corrupção foi considerada um problema generalizado durante o breve mandato do governo de coalizão da Somália. A administração de unidade foi formada em 2008 após uma conferência mediada pela ONU em Djibouti entre representantes do Governo Federal de Transição (TFG) da Somália e a ala moderada da Aliança para a Relibertação da Somália (ARS), que resultou em um acordo que previa a ampliação do parlamento para 550 assentos, a fim de acomodar os novos membros da ARS.
Logo depois, a Transparência Internacional classificou a Somália em último lugar no seu Índice de Percepção da Corrupção anual, uma métrica que pretende mostrar a prevalência da corrupção no setor público de um país. Um relatório do Banco Mundial de 2012 também alegou que cerca de 130 milhões de dólares — ou 68% dos fundos que o governo de coalizão recebeu no período de 2009 a 2010 — não foram contabilizados.
Um documento anterior de 2011, preparado para o TFG pela Unidade de Gestão de Finanças Públicas — órgão do governo somali encarregado de supervisionar a gestão fiscal do país — também sugeriu que mais de 70 milhões de dólares em pagamentos em dinheiro, provenientes de países árabes doadores, estavam desaparecidos no mesmo período. Baseado principalmente em entrevistas com políticos de Mogadíscio que presenciaram os pagamentos ou receberam fundos, o relatório alegava que um total de 300 milhões de dólares não havia sido contabilizado quando se levava em conta também a receita interna. Em contraste, os fundos oriundos de países ocidentais — supostamente destinados a iniciativas de segurança e serviços sociais na Somália — eram enviados diretamente para agências de ajuda humanitária, com muito pouco efetivamente chegando às autoridades somalis. Segundo o então Ministro das Finanças, Hussein Halane, embora os funcionários do governo normalmente depositassem as contribuições estrangeiras no Banco Central da Somália, parte do dinheiro era inicialmente usada para despesas legítimas e documentadas.
Em julho de 2012, um relatório do Grupo de Monitoramento da ONU sobre a Somália e a Eritreia (SEMG), submetido ao Conselho de Segurança da ONU, alegou novamente que entre 2009 e 2010, cerca de 70% dos fundos destinados ao desenvolvimento e reconstrução da Somália não foram contabilizados. O presidente Sharif Sheikh Ahmed rebateu as alegações, afirmando, em particular, que um pagamento de 3 milhões de dólares do governo de Omã havia sido usado para despesas legítimas do governo, incluindo empréstimos, forças de segurança e o parlamento. Ahmed também afirmou que o relatório do SEMG foi "cronometrado para coincidir com o fim do período de transição, com o objetivo de desacreditar o TFG", e que o Grupo de Monitoramento era "a abordagem errada para a paz e o desenvolvimento da Somália". Além disso, o Gabinete do Primeiro-Ministro divulgou um comunicado classificando o relatório como enganoso e falso, e sugeriu que consideraria entrar com uma ação por difamação e calúnia caso algumas das acusações contidas no relatório não fossem retiradas.

### Medidas anticorrupção
Em 2010, uma nova administração tecnocrática foi nomeada, a qual implementou diversas reformas, incluindo medidas para combater a suposta corrupção no setor público. De acordo com o Primeiro-Ministro, os ministros do gabinete declararam integralmente seus bens e assinaram um Código de ética a fim de melhorar a transparência. Também foi criada uma Comissão Anticorrupção com poderes para realizar investigações formais e revisar decisões e protocolos do governo, com o objetivo de monitorar mais de perto todas as atividades de funcionários públicos. Além disso, viagens desnecessárias ao exterior por membros do governo foram proibidas, e todas as viagens ministeriais passaram a requerer o consentimento do Primeiro-Ministro.
Um orçamento detalhando os gastos federais de 2011 também foi submetido ao parlamento e aprovado pelos deputados, priorizando o pagamento dos servidores públicos. Além disso, foi implementada uma auditoria completa das propriedades e veículos do governo.
Após a Conferência de Londres sobre a Somália realizada em fevereiro de 2012, representantes somalis e parceiros internacionais reafirmaram planos para criar um conselho conjunto de gestão financeira, a fim de assegurar a transparência na distribuição de fundos somalis e de doadores. Eles também prometeram apoio às regiões estáveis da Somália, acordando a criação de um novo fundo destinado à resolução de disputas locais, geração de empregos, fornecimento de serviços básicos e desenvolvimento de setores governamentais. Além disso, o governo dos EUA indicou que faria pressão pela imposição de sanções contra todas as partes que impedissem o progresso político alcançado pelo Governo Federal de Transição da Somália, incluindo medidas preventivas como proibição de viagens e congelamento de bens.

## Governo federal

### Visão geral
Com o fim do mandato interino do Governo Federal de Transição (TFG) em 20 de agosto de 2012, foi inaugurado o Parlamento Federal da Somália, marcando o início do Governo Federal da Somália, o primeiro governo central permanente no país desde o início da guerra civil. Em 10 de setembro de 2012, o parlamento também elegeu um novo presidente, que então nomeou um novo primeiro-ministro em 6 de outubro de 2012, ambos estreantes na política somali. Um novo gabinete foi posteriormente aprovado pela legislatura em 13 de novembro de 2012.
Em julho de 2013, o Grupo de Monitoramento das Nações Unidas para a Somália e a Eritreia (SEMG) alegou que 80% dos saques do Banco Central da Somália foram realizados para fins privados. Embora reconhecesse que a nova liderança nacional representava uma oportunidade de mudança, o grupo também sugeriu que o banco operava como um sistema de clientelismo para funcionários do governo. O recém-nomeado presidente do Banco Central, Abdisalam Omer, descreveu as acusações como "uma tentativa de me descreditar como governador do banco central e de descreditar as instituições financeiras embrionárias do país." Ele também indicou que, dos US$ 16,9 milhões que o grupo alegava estarem desaparecidos, a maior parte havia sido depositada em uma conta do Ministério das Finanças no banco central, com os US$ 940 mil restantes em uma conta criada por um ex-primeiro-ministro para relações regionais. Segundo Omer, os depósitos foram feitos com a assistência e assinaturas de representantes da PricewaterhouseCoopers (PwC).
O gabinete presidencial emitiu uma declaração rejeitando as acusações, indicando que elas remontavam a uma administração anterior. Pouco depois, as autoridades somalis contrataram contadores forenses da FTI Consulting, Inc. e uma equipe jurídica da firma norte-americana Shulman, Rogers, Gandal, Pordy & Ecker, PA para investigar as acusações. Em setembro de 2013, o governo anunciou que os auditores haviam concluído que a metodologia e as conclusões do Anexo 5.2 do relatório do SEMG eram "profundamente falhas e totalmente não confiáveis". As firmas recomendaram a remoção da seção que continha as alegações de corrupção. Também solicitaram que o Conselho de Segurança das Nações Unidas sancionasse publicamente o SEMG por não aderir aos padrões internos de apuração da ONU, além de pedir que as Nações Unidas reembolsassem os gastos da auditoria.
No final de julho de 2013, a ONU anunciou que estabeleceria um painel independente para verificar e revisar todos os futuros relatórios do SEMG antes da publicação. A partir de agosto, quando o mandato do grupo seria renovado, a ONU indicou que exigiria padrões substancialmente mais altos de evidência. O anúncio foi feito poucos dias após o governo somali exigir a criação desse painel para supervisionar os relatórios futuros do SEMG. Muitos também levantaram preocupações sobre a validade dos relatórios do grupo devido à dependência de fontes obscuras e anônimas.
Em 13 de setembro de 2013, Yussur A.F. Abrar sucedeu Omer como governadora do Banco Central da Somália. Ela renunciou em novembro, citando interferência nas funções do banco como uma das principais razões de sua saída, além de pressões para aprovar acordos que ela considerava violar sua responsabilidade fiduciária como chefe da autoridade monetária nacional.
Em 27 de novembro de 2013, o veterano bancário Bashir Isse foi nomeado interinamente como novo governador do Banco Central da Somália. Segundo o então ministro das Finanças Mohamud Hassan Suleiman, a nomeação ocorreu um dia após o presidente Hassan Sheikh Mohamud se reunir com representantes de doadores internacionais em Mogadíscio para discutir um substituto temporário. O Conselho de Ministros da Somália aprovou a escolha em 28 de novembro. Em 24 de abril de 2014, o gabinete federal aprovou Isse como governador permanente do banco, e Maryan Abdullahi Yusuf foi nomeada vice-governadora.
Em julho de 2014, o grupo de monitoramento da ONU acusou o assessor presidencial e empresário Musa Haji Mohamed Ganjab de receber ilegalmente parte de ativos estatais congelados que haviam sido recuperados do exterior. Também alegaram que Ganjab tinha ligações com o Al-Shabaab e havia desviado armas do governo para os militantes. A Reuters não pôde confirmar as acusações, e Ganjab negou-as, sugerindo que faziam parte de uma campanha liderada por Jarat Chopra, coordenador do SEMG, para minar o governo somali e pessoas como ele que haviam ajudado a contestar o relatório de 2013. Em uma coletiva em agosto, o advogado Jeremy Schulman, da firma Shulman Rogers, também acusou Chopra de motivação política e de fazer alegações enganosas. Ele afirmou que os US$ 31 milhões que o SEMG dizia estar em falta haviam sido transferidos para contas do Banco Central nos EUA e na Turquia, sendo legal e apropriado que o governo central quisesse recuperar seus próprios ativos.

#### Cancelamento de contratos
Em setembro de 2014, sob recomendação do novo comitê de governança financeira, o governo somali anunciou que renegociaria ou cancelaria nove contratos de destaque. A decisão veio após o comitê — formado por autoridades nacionais e internacionais — identificar várias irregularidades, e nenhum dos contratos havia passado por processo competitivo, segundo Nigel Roberts, do Banco Mundial. Os contratos envolviam desde exploração de petróleo até operações portuárias, incluindo acordos com a britânica Soma Oil and Gas, a firma americana Shulman Rogers e a turca Favori. Oito contratos estavam sendo modificados. O contrato com a Favori foi finalizado no fim do mês, com o governo delegando oficialmente à empresa a administração do Porto de Mogadíscio. O contrato com a Shulman Rogers foi rescindido devido ao seu custo elevado, e o banco central solicitou à empresa a lista completa dos ativos estatais no exterior identificados pela investigação.

### Medidas anticorrupção
Em maio de 2014, o gabinete federal aprovou por unanimidade a nova Lei de Compras Públicas, Concessões e Alienações, proposta pelo ministro das Finanças, Halane. A lei formaliza os princípios, procedimentos e decisões relacionados a contratos com instituições públicas e aquisições com verbas públicas. O objetivo é promover o desenvolvimento econômico e estabelecer uma base de governança financeira transparente, eliminando o uso indevido de fundos públicos, reduzindo monopólios e promovendo a concorrência. Espera-se que regule o setor financeiro público, melhore a responsabilização e garanta o uso adequado dos recursos públicos, otimizando os gastos por meio de gestão eficiente de preços. O parlamento ainda deve deliberar sobre a proposta.
Em julho de 2014, foi oficialmente inaugurado o Escritório do Auditor-Geral (OAG) dentro do complexo do Ministério das Finanças, em Mogadíscio. Sua missão é auditar todas as instituições governamentais, garantir a gestão apropriada dos fundos públicos e reforçar a transparência e a responsabilidade pública. Uma de suas primeiras iniciativas foi a elaboração de regulamentos estatutários sobre a prestação de contas governamental, aprovados pelo Conselho de Ministros da Somália e aguardando apreciação parlamentar.
Em setembro de 2014, o governo somali começou a utilizar um novo sistema gratuito de recuperação de ativos, com apoio do UNODC e do Banco Mundial.
Nesse mesmo mês, o governo também lançou uma Campanha de Conscientização Pública para combater e prevenir a corrupção no setor público e fortalecer a boa governança. Segundo o ministro da Informação, Mustaf Ali Duhulow, a campanha incluirá programas anticorrupção que serão transmitidos por rádio, televisão, jornais, sites, redes sociais e outros meios de comunicação locais. A iniciativa divulgará anúncios de utilidade pública voltados à população em geral, além de programas de ligação, debates, discussões e eventos públicos. O ministro também afirmou que a campanha será acompanhada de um programa de educação cívica sobre a legislação anticorrupção, mecanismos de denúncia e aplicação das leis.
O Ministério das Finanças e Planejamento (Somália) possui diversas políticas internas e procedimentos voltados para o combate à corrupção.

## Setor privado
A economia da Somália é fortemente dominada pelo setor informal, especialmente pelos setores de pecuária, remessas do exterior e telecomunicações. O International Crisis Group (ICG) observa que, embora o "caótico sistema de mercado liberal desregulamentado" que surgiu após o colapso do regime de Siad Barre em 1991 seja geralmente visto como um estímulo ao espírito empreendedor na Somália, ele também é parcialmente responsável por alimentar a corrupção. Segundo o ICG e o Centro de Recursos Anticorrupção U4, o dinâmico setor de telecomunicações da Somália é visto como particularmente corrupto.